# Michał Majewski
Pour les articles homonymes, voir Majewski.
Michał Majewski, né le 23 février 1987 est un escrimeur polonais, pratiquant le fleuret.

## Palmarès

### Championnats du monde
- 2008 à Pékin, Chine
  -  Médaille de bronze en fleuret par équipes

### Championnats d'Europe
- 2012 à Legnano, Italie
  -  Médaille de bronze en fleuret individuel
- 2008 à Kiev, Ukraine
  -  Médaille d'argent en fleuret par équipes
- 2006 à Izmir, Turquie
  -  Médaille d'argent en fleuret par équipes

### Championnats de Pologne
- en 2007 :
  -  Champion de Pologne de fleuret